# کبوتردریایی ایرانی
کبوتردریایی ایرانی (نام علمی: Puffinus persicus) یک پرنده دریایی از خانواده کبوتردریاییان است که پیشتر با کبوتردریایی آدوبون یکی دانسته می‌شد.

## زیرگونه‌ها
کبوتردریایی ایرانی دارای دو زیرگونه است:
- Puffinus persicus persicus- (آلن اکتاویان هیوم، ۱۸۷۲ میلادی): در جزیره حلانیات و سقطرا زاد و ولد می‌کند.
- Puffinus  persicus temptator- (میشل لوئت و هرمنس، ۱۹۸۵ میلادی): در مجمع‌الجزایر قمر زاد و ولد می‌کند.

## پراکندگی
زیرگونه‌های شمالی در جنوب دریای سرخ، خلیج عدن، سواحل سومالی، جنوب شبه‌جزیره عربستان، دریای عمان، سواحل پاکستان و سواحل غربی هند یافت می‌شوند. زیرگونه‌های جنوبی بیشتر در نواحی نزدیک به مجمع‌الجزایر قمر و تانزانیا و سواحل شمالی موزامبیک زیست می‌کنند.

## جمعیت
جمعیت این پرندگان در جزیره حلانیات و سقطرا حدود هزاران جفت تخمین‌زده شده‌است. در حالی که جمعیت زیرگونه  تِمپتِیتِر در مجمع‌الجزایر قمر حدود ۵۰۰ جفت است. به احتمال زیاد چندین کولونی این پرنده در اقیانوس هند وجود دارد که هنوز کشف نشده‌اند. در کل حدود ۱۰٬۰۰۰ مرغ‌آب‌شکاف ایرانی بالغ وجود دارد. با این همه جمعیت این پرنده روبه کاهش است.

## منابع

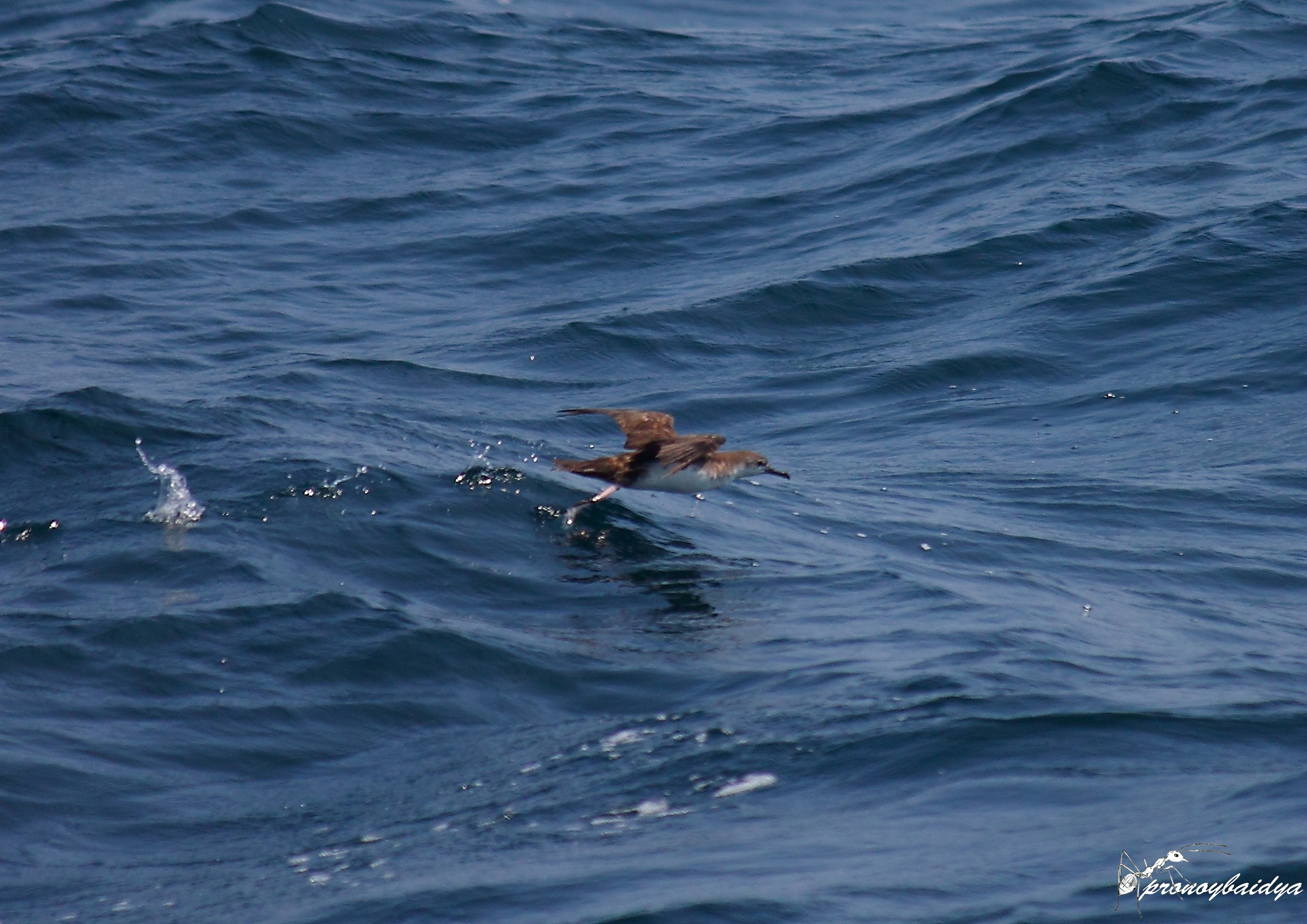
کبوتردریایی ایرانی در ساحل گوا